# Journée nationale des mémoires de la traite et de l'esclavage et de leurs abolitions

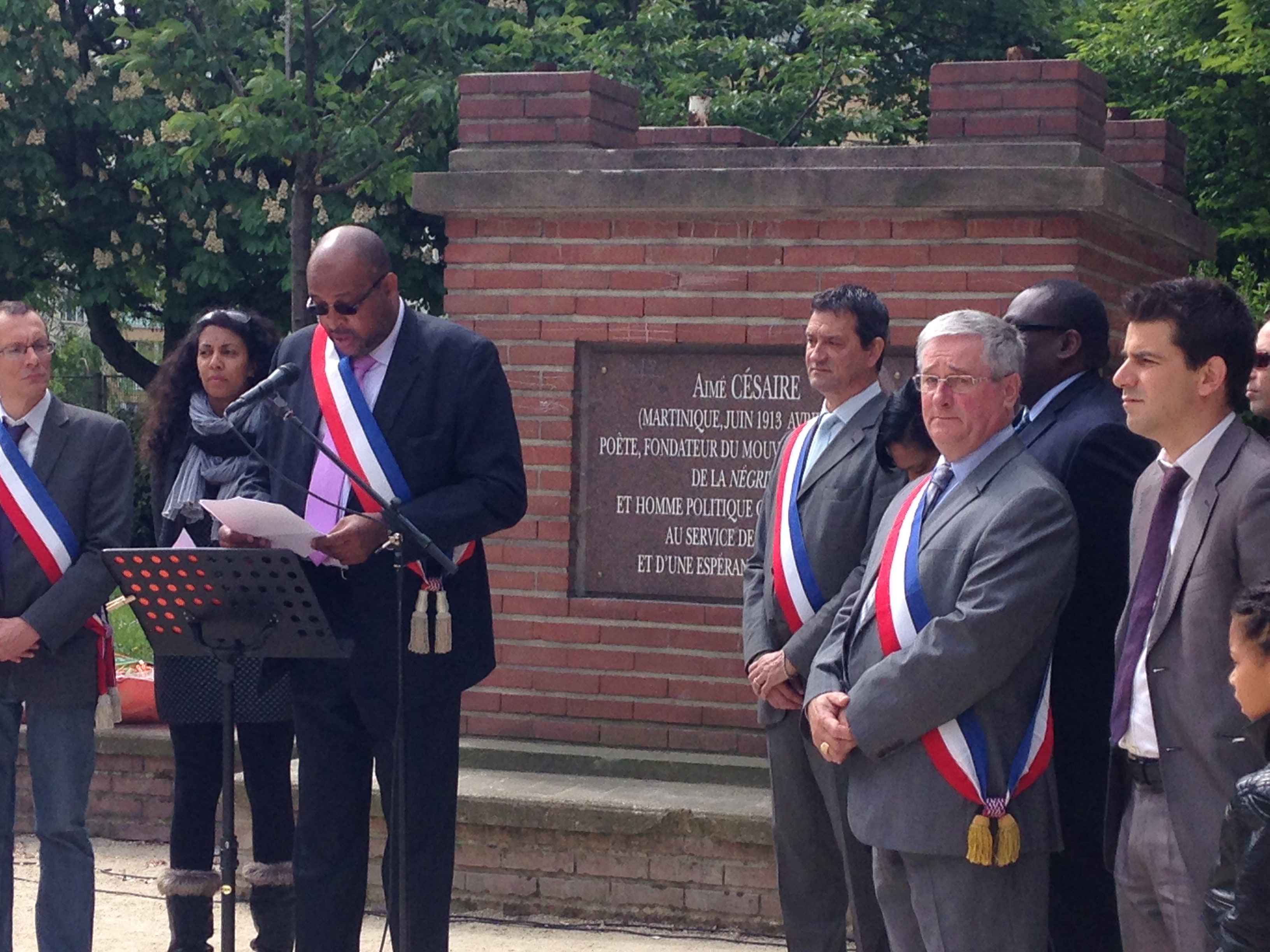
Commémoration organisée en 2013 à Pierrefitte-sur-Seine en présence du maire, Michel Fourcade.

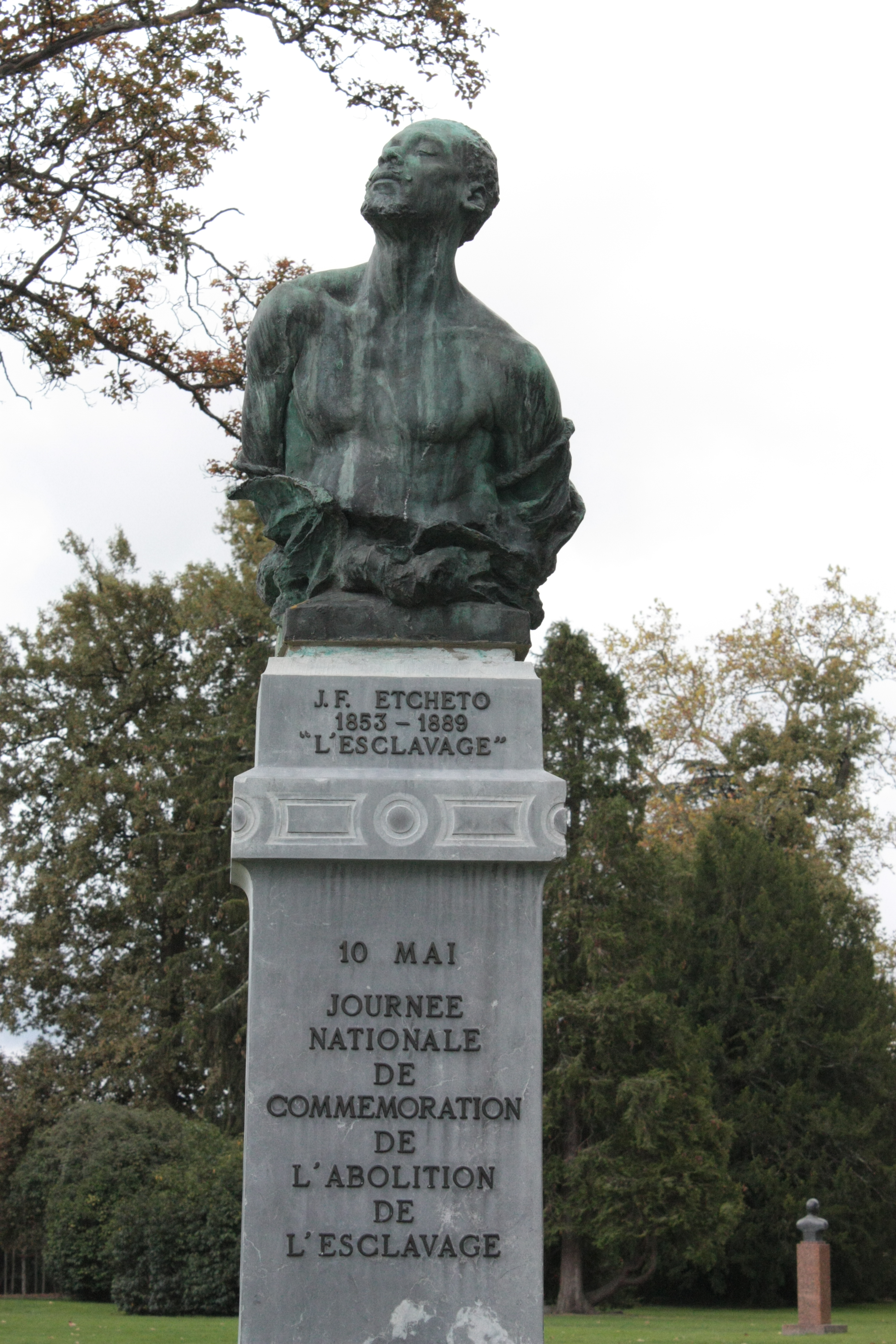
L'Esclavage, statue de Jean-François Etcheto (1880) au parc Beaumont de Pau. Sur le socle est inscrit : 10 mai journée nationale de commémoration de l'abolition de l'esclavage.

La Journée nationale des mémoires de la traite et de l'esclavage et de leurs abolitions (anciennement dite journée commémorative du souvenir de l'esclavage et de son abolition) est une journée nationale consacrée en France au souvenir des souffrances infligées par l'esclavage et à ses abolitions, en 1794 et en 1848 en France.
Instaurée en 2006, elle est célébrée en métropole le 10 mai en mémoire du jour de l'adoption, le 10 mai 2001, par le Sénat en deuxième lecture, de la loi reconnaissant l'esclavage comme un crime contre l'humanité, dite loi Taubira.

## Choix de la date du10 mai
La proposition de loi initiale de Christiane Taubira avançait le 8 février en référence à la condamnation par le congrès de Vienne, le 8 février 1815, de la traite négrière transatlantique, « répugnant au principe d'humanité et de morale universelle ». Faute de consensus, le choix de cette date est renvoyé à un comité.
La date de commémoration est l'objet de dix-huit mois de débats. L'historien Marcel Dorigny rappelle les raisons du choix de ne pas retenir le 4 février, ni le 27 avril, dates respectives de la première (décret du 4 février 1794) et de la seconde (décret du 27 avril 1848) abolition de l'esclavage en France.
Sur proposition de Maryse Condé, présidente du Comité pour la mémoire de l'esclavage, le président de la République, Jacques Chirac, fixe cette date au 10 mai, jour de l'adoption en 2001 de la loi Taubira. En vertu du décret du 31 mars 2006 la « journée nationale des mémoires de la traite, de l'esclavage et de leur abolition » est célébrée pour la première fois le 10 mai 2006.

## Autres dates

### Outre-mer
Toutefois, cette mémoire est aussi célébrée à d'autres dates dans les départements d'outre-mer :
- le 27 avril à Mayotte,
- le 22 mai en Martinique,
- le 27 mai en Guadeloupe,
- le 10 juin en Guyane,
- le 20 décembre (fête de la liberté) à La Réunion.

Ces journées de commémoration, qui sont fériées outre-mer, sont instaurées par la loi du 30 juin 1983 et par son décret d'application du 23 novembre 1983,,. Ce décret est modifié par le décret du 23 avril 2012, qui ajoute :
- le 27 mai à Saint-Martin,
- le 9 octobre à Saint-Barthelémy.

### 23 mai
Dans une circulaire du 29 avril 2008 relative à la traite négrière, l'esclavage et l'abolition, le Premier ministre, François Fillon, officialise également la date du 23 mai comme la journée du souvenir des victimes de l'esclavage colonial, alors organisée depuis dix ans ce jour-là par des associations ultramarines en mémoire de l'abolition de l'esclavage le 23 mai 1848 et de la marche silencieuse du 23 mai 1998 qui a contribué à la mobilisation en faveur de la loi Taubira.
La loi sur l'égalité réelle outre-mer de février 2017 instaure officiellement le 23 mai comme « journée nationale en hommage aux victimes de l'esclavage colonial ». L'historienne Myriam Cottias, qui a présidé, de 2013 à 2016, le Comité national pour la mémoire et l'histoire de l'esclavage, déplore cette seconde date, estimant que cette double commémoration officielle porte en elle des mémoires « racialisées », avec un 10 mai pour les Blancs abolitionnistes et un 23 mai pour les Noirs victimes : « Avec le 23 mai, on installe du particularisme, tandis qu'avec le 10 mai on montre vraiment que toute la nation française est capable de se réunir autour de la mémoire de l'esclavage, qui comprend celle des abolitionnistes et des esclaves ».

### Journées internationales
L'ONU fixe elle la « Journée internationale pour l'abolition de l'esclavage (en) » au 2 décembre, alors que l'UNESCO retient le 23 août en souvenir de la nuit du 22 au 23 août 1791 où éclata en Haïti une révolte d'esclaves, prélude à l'indépendance du pays. Le 17 décembre 2007, l'Assemblée générale des Nations unies a proclamé par sa résolution 62/122 qu'à partir de 2008, le 25 mars serait chaque année la Journée internationale de célébration du bicentenaire de l'abolition de la traite transatlantique des esclaves.

## Annonce d'un mémorial et d'un musée
Lors de cette journée le 10 mai 2016, le président de la République François Hollande annonce avoir décidé la création d'une « institution qui lui manque encore, une Fondation pour la mémoire des traites, de l'esclavage et de leurs abolitions ». Cette « source de promotion des valeurs de liberté, d'égalité, de tolérance », cette fondation doit diffuser « la connaissance de l'esclavage, de la traite, mais aussi tout le combat des abolitionnistes » et rassembler « toutes les mémoires et tous les Français ». Cette fondation doit réfléchir avec la mairie de Paris à l'édification d'un « mémorial aux esclaves et d'un lieu muséographique ». L'économiste franco-béninois Lionel Zinsou préside la mission de préfiguration de cette fondation.
Deux ans plus tard, le 27 mai 2018, à l'occasion du 170e anniversaire de la signature du décret d'abolition de l'esclavage dans les colonies françaises, le président de la République Emmanuel Macron s'engage à faire ériger à Paris un mémorial qui rende hommage aux victimes de l'esclavage.

## Échec du premier projet de mémorial dans le Jardin des Tuileries
Un premier projet de mémorial est envisagé dans le jardin des Tuileries. Le site est doublement symbolique puisqu'en 1794, la Convention nationale y procéda à la première abolition de l'esclavage, tandis qu'en 1848, à l'Hôtel de la Marine, proche du jardin, fut signé l'acte définitif d'abolition.
Un premier appel à projets est lancé en 2020, puis annulé en 2021. Plusieurs associations dont CM 98 contestent en effet la présélection de cinq artistes (les Français Julien Creuzet, Gaëlle Choisne et Jean-François Boclet, le Congolais Sammy Baloji en duo avec le Nigérien Emeka Ogboh, et une Afro-Américaine, Adrian Piper), estimant que l'inscription des noms des 200 000 esclaves affranchis en 1848 en Guadeloupe, Guyane, Réunion et Martinique n'était pas suffisamment prise en compte dans ce choix.

## Lancement d'un nouveau projet dans les jardins du Trocadéro
Deux ans plus tard, un second projet de mémorial est lancé, qui vise à mieux intégrer les demandes des associations mémorielles.
Son nouvel emplacement est décidé le 20 septembre 2023, lors d'une réunion du comité de pilotage au ministère des Outre-mer, présidée par Philippe Vigier, ministre chargé des Outre-mer, et Serge Romana, président de la fondation Esclavage et Réconciliation. Ce sont les jardins du Trocadéro qui sont retenus.
Dans un communiqué, le ministère des Outre-mer et la ville de Paris soulignent que « la portée symbolique est forte puisqu'il s'agit d'un site où a été proclamée et signée la Déclaration des droits de l'Homme en 1948 et où se trouve le musée de l'Homme ».
Le 10 mai 2024, lors de la cérémonie officielle à la Rochelle, le Premier ministre Gabriel Attal déclare que le monument serait « érigé dès l'année prochaine », soit le 23 mai 2025.
Cependant le 29 mai 2024, lors de son audition par la délégation aux outre-mer de l'Assemblée nationale, Serge Romana, le co-président du comité de pilotage, estime que le délai de réalisation pourrait être plus long : « les travaux c'est 7 mois, les procédures d'étude de marché prennent du temps, les recours... j'ai compris que ce serait juste donc il est quasi certain que ce sera inauguré le 23 mai 2026 »
Le nouveau projet doit inclure un « archipel des noms », avec l'inscription de 90 000 noms et 234 000 prénoms d'esclaves affranchis en 1848 en Guadeloupe, en Guyane, à La Réunion, et en Martinique. Il rendra également hommage aux esclaves sans noms « pour que chaque descendant, du monde entier, doit trouver un endroit qui est le sien ». Son coût est estimé à 5 millions d'euros.
Le 23 mai 2025, Journée nationale en hommage aux victimes de l'esclavage, Emmanuel Macron, président de la République, annonce que la réalisation du projet est confiée au paysagiste Michel Desvigne et l'agence d'architecture Philippe Prost. Il souligne que ce mémorial « puise son origine dans l'immense travail de centaines de bénévoles qui, pendant près de trente ans, ont exploré les archives de la période coloniale pour reconstituer l'identité de leurs ancêtres — des êtres dont le destin semblait voué à l'oubli ».

## Faits marquants

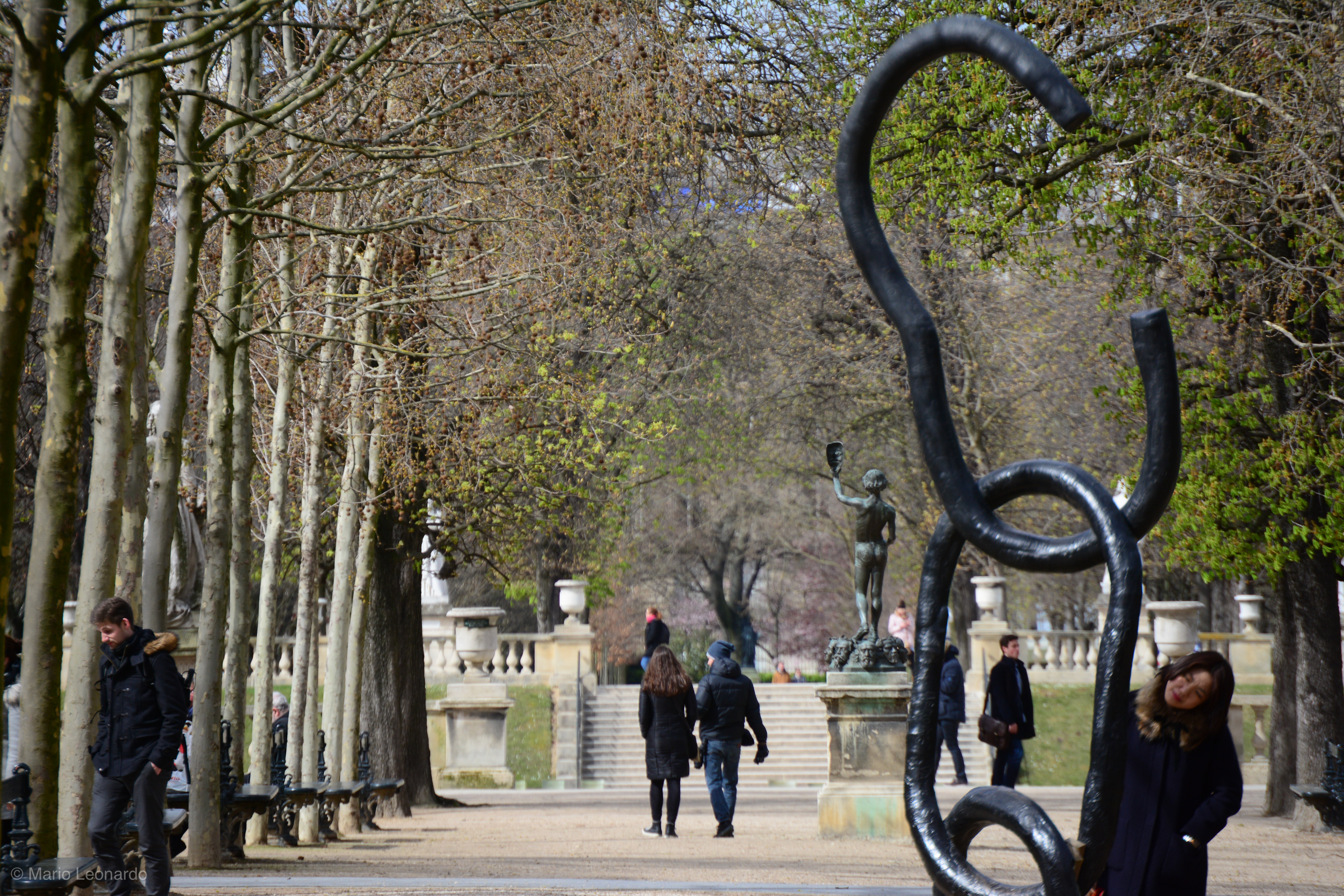
Sculpture Le Cri, l'Écrit de Fabrice Hyber au jardin du Luxembourg.

La journée du 10 mai donne lieu chaque année à une cérémonie nationale. À quatre exceptions près (2009, 2015, 2024 et 2025), cette cérémonie se déroule dans le jardin du Luxembourg, et depuis 2007, autour de la sculpture commémorative Le Cri, l'Écrit de Fabrice Hyber, en présence du président de la République ou du Premier ministre, et du président du Sénat ou son représentant.

### 2006
La première cérémonie nationale est présidée par le président de la République Jacques Chirac, dans le jardin du Luxembourg, à proximité du Grand Bassin, en présence de Christian Poncelet, président du Sénat. Elle est marquée par l'exposition La forêt des mânes de Léa de Saint Julien et l'interprétation par Jacques Martial d'un Cahier d'un retour au pays natal d'Aimé Césaire.
Dans son discours, Jacques Chirac proclame : « Regarder tout notre passé en face, c'est une des clés de notre cohésion nationale. C'est une force supplémentaire pour notre avenir car c'est la marque de notre capacité à avancer, ensemble. Nous devons regarder ce passé sans concession, mais aussi sans rougir. Car la République est née avec le combat contre l'esclavage. 1794, 1848 : la République, c'est l'abolition. »

### 2007
C'est à l'occasion de la cérémonie du 10 mai 2007, qui se déroule juste après la victoire de Nicolas Sarkozy à l'élection présidentielle, que la sculpture commémorative Le Cri, l'Écrit de Fabrice Hyber est inaugurée dans le jardin du Luxembourg, en présence de Christian Poncelet, président du Sénat. La cérémonie est marquée par la participation des deux présidents de la République, Jacques Chirac et Nicolas Sarkozy.
Le nouveau chef de l'État souligne dans son discours l'importance d'intégrer l'histoire de l'esclavage dans les manuels scolaires : « La traite des Noirs, l'esclavage et l'abolition seront donc introduits dans les nouveaux programmes de l'école primaire dès la rentrée prochaine ».

### 2009
La cérémonie nationale a lieu pour la première fois hors du jardin du Luxembourg, à Bordeaux, en présence de Michèle Alliot-Marie, ministre de l'Intérieur, de l'outre-mer et des collectivités territoriales, et de Yves Jégo, ministre des Outre-mer, à l'occasion de l'inauguration des nouvelles salles permanentes du Musée d'Aquitaine baptisées Bordeaux, le commerce atlantique et l'esclavage.

### 2011
Le président de la République Nicolas Sarkozy inaugure une stèle dans le jardin du Luxembourg, à proximité de la sculpture Le Cri, l'Écrit, rendant hommage de la France aux esclaves des colonies françaises pour leurs luttes pour leur dignité et l'idéal de liberté, l'égalité et la fraternité. Le président prononce à cette occasion un discours.

### 2015

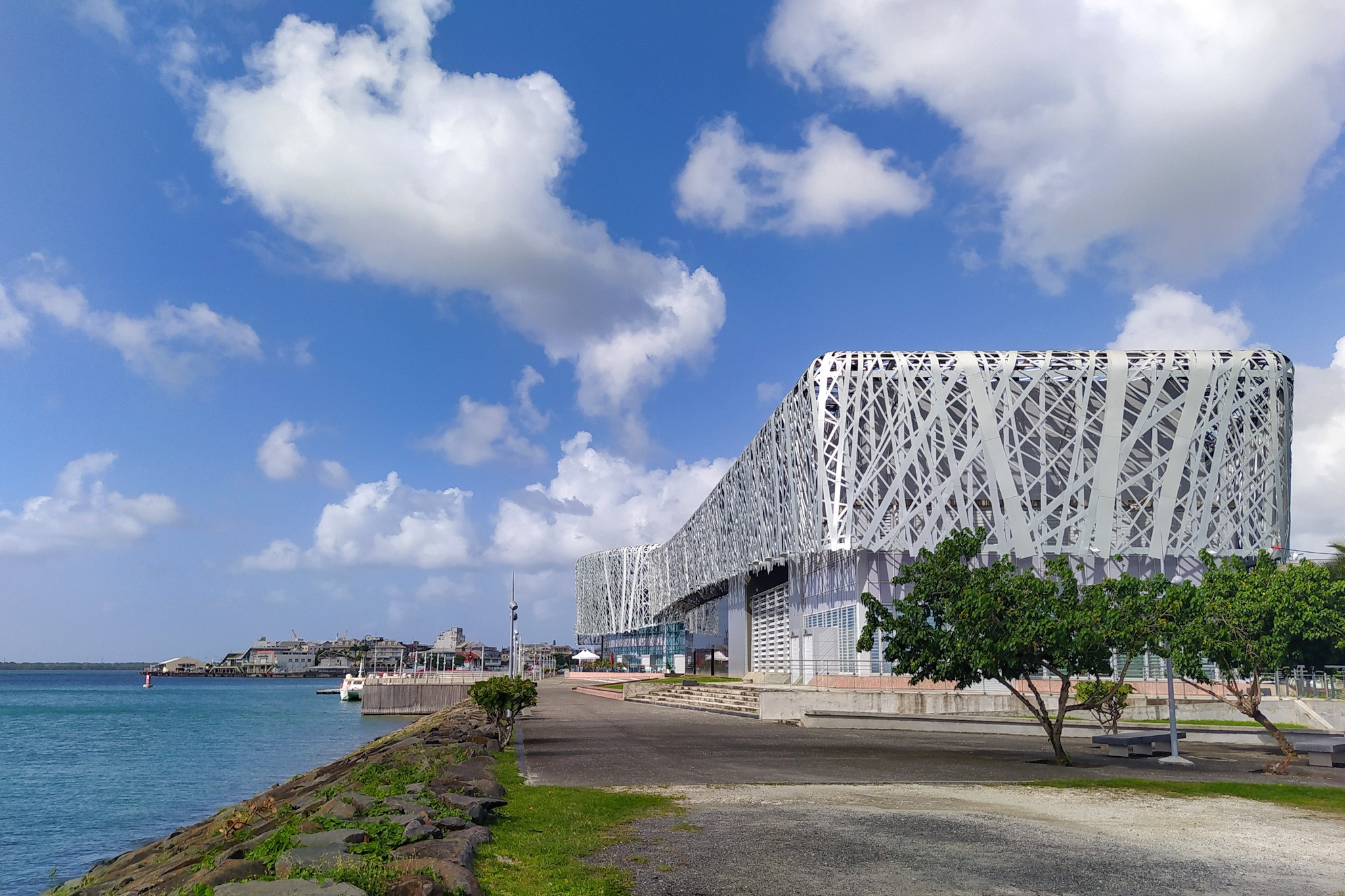
Mémorial ACTe de Pointe-à-Pitre.

La cérémonie nationale se déroule pour la seconde fois hors du jardin du Luxembourg, en Guadeloupe, où le président François Hollande inaugure le mémorial ACTe de Pointe-à-Pitre.
La cérémonie parisienne a lieu dans le jardin du Luxembourg, en présence de Manuel Valls, Premier ministre, et Gérard Larcher, président du Sénat. Elle est précédée par un concert de Daby Touré sous le kiosque à musique et inclut une visite de l'exposition du CNMHE Traites, travail forcé et abolitions dans le monde atlantique (12e/21e siècle), sous le préau du jardin.

### 2019
Cette cérémonie est marquée par une prise de parole du président de la République. Emmanuel Macron confirme qu'un mémorial sera érigé à Paris, en 2021, à la mémoire des victimes de l'esclavage et que la Fondation pour la mémoire de l'esclavage (FME) sera installée « dans les prochains mois » dans l'Hôtel de la Marine, à Paris. Le président déclare également un renforcement des moyens pour le Mémorial ACTe de Guadeloupe.

### 2020
Marquée la pandémie de Covid-19, la cérémonie se déroule à huis clos, dans un format très restreint, en présence du Premier ministre Édouard Philippe et du Président du Sénat Gérard Larcher. Très brève, elle se limite à un dépôt conjoint de deux gerbes au pied de la sculpture, suivi d'une minute de silence et d'une Marseillaise interprétée par Karine Deshayes.

### 2021
La cérémonie se déroule en présence d'Emmanuel Macron, du président du Sénat Gérard Larcher, et du président de l'Assemblée nationale, Richard Ferrand, et en absence de public, en raison de la pandémie de Covid-19. À l'occasion du 20e anniversaire de la loi Taubira, la comédienne guyanaise Yasmina Ho You Fat lit une partie du discours prononcé par l'ancienne Garde des Sceaux devant l'Assemblée nationale en 1999. L'air traditionnel guadeloupéen « Elwa ou ka vwayajé » est interprété par deux lauréats du concours « Voix des Outre-mer » et plusieurs projets sont présentés par les lycéens lauréats du concours la Flamme de l'égalité.

### 2022
La cérémonie met à l'honneur la mulâtresse Solitude, symbole de lutte des esclaves pour leurs libertés, et Joséphine Baker, première femme noire à être entrée au Panthéon. Des évocations musicales et littéraires sont interprétées par la chanteuse réunionnaise Christine Salem et par les lycéens lauréats du concours de la Flamme de l'égalité. La cérémonie présidée par Emmanuel Macron, se déroule en présence de Gérard Larcher.

### 2023
La cérémonie se déroule en présence de la première ministre Élisabeth Borne, du président du Sénat Gérard Larcher, de la présidente de l'Assemblée nationale Yaël Braun-Pivet, de Jean-Marc Ayrault, président de la Fondation pour la mémoire de l'esclavage (FME) et de Christiane Taubira, ancienne Garde des Sceaux. Elle donne lieu à un hommage à Toussaint Louverture, à  l'occasion du 200e anniversaire de sa mort, célébré à travers des évocations littéraires des lycéens lauréats du concours de la Flamme de l'égalité et musicale du chanteur haïtien James Germain.

### 2024
La cérémonie, présidée par Gabriel Attal, Premier ministre, se déroule à La Rochelle. Le Premier ministre y annonce « une grande exposition nationale sur la mémoire de l'esclavage en 2026 » pour les « 25 ans de l'adoption de la loi sur la reconnaissance de l'esclavage comme crime de l'humanité ». Il confirme également que le mémorial dédié aux victimes de l'esclavage sera érigé à Paris en 2025.
Peu avant la cérémonie est inaugurée la sculpture représentant Clarisse, une nourrice noire affranchie à La Rochelle, œuvre de l'artiste haïtien Filipo.
Une cérémonie locale a lieu le même jour dans le jardin du Luxembourg, présidée par Gérard Larcher, en présence de Denise Bauer, ambassadrice des États-Unis à Paris, et un représentant de l'ambassade d'Haïti.

### 2025
Présidée par François Bayrou, Premier ministre, à Brest, la cérémonie nationale, se déroule hors de Paris, pour le deuxième année consécutive, devant la sculpture monumentale Mémoires des esclavages, de Max Relouzat et Marc Morvan, dans le quartier du Moulin-Blanc, en présence de Jean-Marc Ayrault, président de la Fondation pour la mémoire de l'esclavage (FME).
Dans son discours, le Premier ministre appelle à ne pas se taire face à « l'histoire terrible et monstrueuse de l'esclavage » et évoque la « double dette » imposée par la France à Haïti, il y a 200 ans, pour indemniser les anciens propriétaires de terres et d'esclaves. Il annonce également la création d'un label rassemblant les lieux de mémoire de l'esclavage.
Parmi les nombreuses commémorations locales, une cérémonie est organisée à Paris, dans le jardin du Luxembourg, en présence de Gérard Larcher, président du Sénat, et Manuel Valls, ministre des Outre-mer. Marie-Claude Bottius, chanteuse lyrique, y interprète un extrait de l'opéra Le Code noir de Louis Clapisson.